# Phénomène de l'escalator cassé

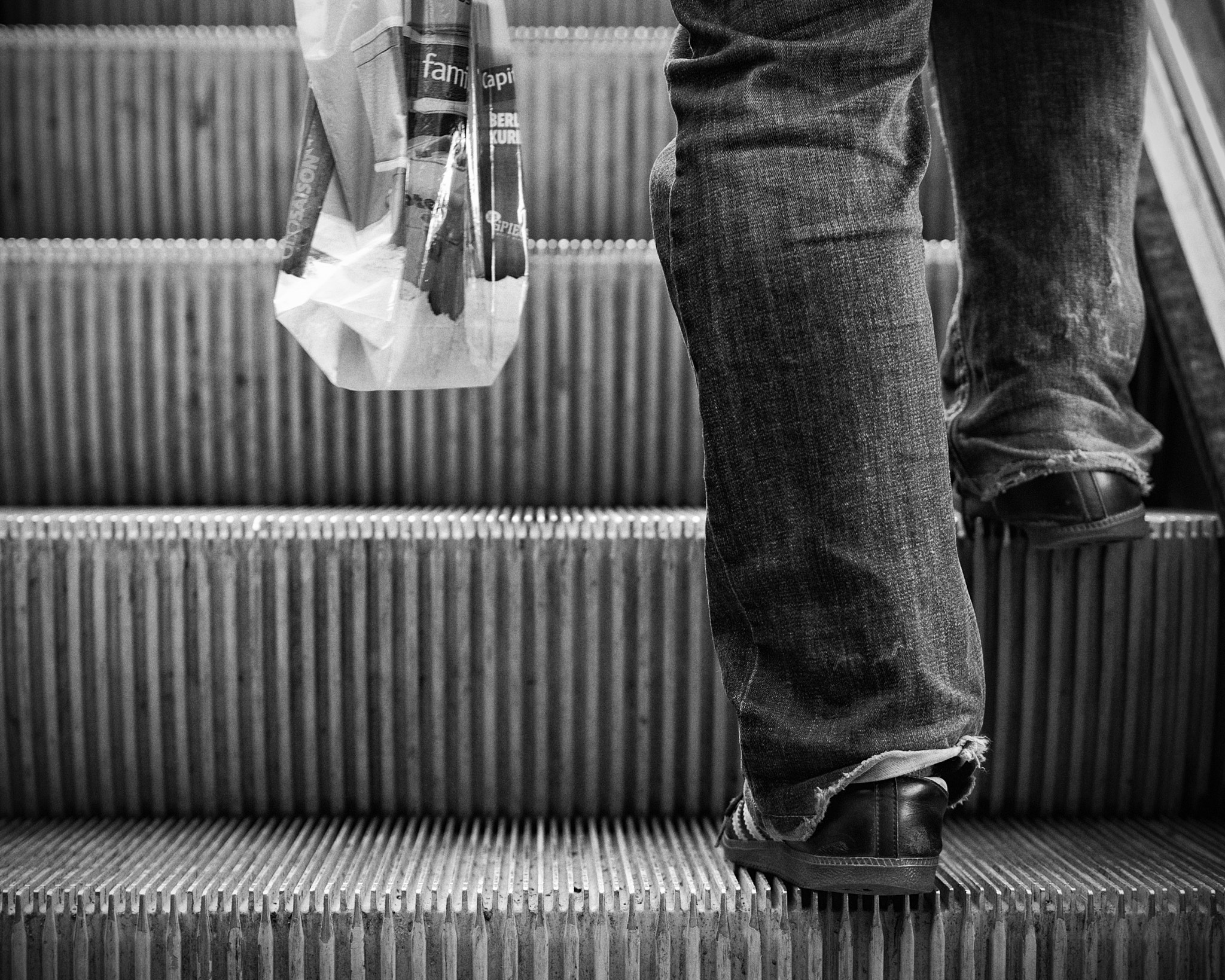
Une personne sur un escalator.

Le phénomène de l'escalator cassé, aussi connu comme l’effet Walker, est la sensation de perdre l'équilibre ou d'avoir des vertiges vécu par certaines personnes lorsque l'on monte un escalator qui ne fonctionne pas. On ressent une brève sensation étrange de déséquilibre, en dépit de la pleine conscience que l'escalator ne va pas se déplacer.
Il a été démontré que cet effet amène les gens à marcher rapidement de manière inappropriée sur une plate-forme mobile qui n'est pas en mouvement, même lorsque cela est su.
Même si les sujets sont pleinement conscients que l'escalator ne bouge pas, des parties de leur cerveau agissent toujours en fonction de l'expérience antérieure acquise. Ainsi, ce phénomène démontre la séparation des fonctions déclaratives et procédurales du cerveau.